# 智利桂
智利桂是香皮茶科中的一個物種，原生於智利南緯34至41度之間的地區。